# Jordløse Bakker
Jordløse Bakker er et bakket overdrevsområde i den nordlige del af de Fynske Alper   ca. 10 km nordvest for Faaborg, øst for landsbyen Jordløse i Assens Kommune på Fyn. Området, 26 hektar overdrev og 36 hektar skov ejes af Danmarks Naturfond.

## Historien
Danmarks Naturfond købte 15 hektar i Jordløse Bakker og 5 hektar på  Hjortebjerg der dengang var skovklædt, med det formål at bevare et af Fyns største hede- og overdrevsområder. I 2006 købte fonden med støtte fra Aage V. Jensens Fonde yderligere det 36 hektar store område Jordløse Skov, der ligger sydøst for bakkerne med henblik på at genskabe det som overdrev. I 2007, købte Danmarks Naturfond overdrevet Sandbjerg på 5,5 ha. som ligger i forbindelse med Hjortebjerg af det da nedlagte Fyns Amt.

## Naturen
Fra de godt 100 meter høje bakker  Hjortebjerg og Sandbjerg, og fra de andre højdepunkter i Jordløse Bakker er der en vid udsigt over det fynske landskab og Helnæsbugten.
Bakkerne bliver friholdt for opvækst af træer og buske, så det åbne overdrev fastholdes. På grund af de forskellige klimabetingelser på nord- og sydskråninger er der gode levesteder  for mange forskellige dyr og planter.